# Türkmenabat
Türkmenabat (cyrillisch-Turkmeens: Түркменабат), tot eind 15e eeuw Āmul; tot 1924 en van 1927 tot 1940 Tsjardzjoej; van 1924 tot 1927 Leninsk; van 1940 tot 1992 Tsjardzjooe (Russisch: Чарджоу) en tot 1999 Çärdžev (cyrillisch-Turkmeens: Чәрҗев), is een stad in Turkmenistan en het bestuurlijk centrum van de welaýaty (provincie) Lebap. Bij de volkstelling van 2005 telde het ongeveer 253.000 inwoners, waarmee het de tweede stad van het land vormt na de hoofdstad Asjchabad. Bij de volkstelling van 1989 telde het nog 160.799 inwoners. Van de bevolking bestaat 30 tot 40% uit Oezbeken, hetgeen een grote invloed heeft gehad op de lokale cultuur en gebruiken. De oude Perzische naam Tsjardzjooe (Perzisch: چهارجوی) betekent "Vier stromen".

## Geografie en klimaat
Türkmenabat ligt op een hoogte van ongeveer 187 meter op de beide oevers van de rivier de Amu Darja, nabij de grens met Oezbekistan en op ongeveer 500 kilometer van de Afghaanse grens.
De stad ligt in een gebied met een streng en zeer droog landklimaat met sterke temperatuurschommelingen tussen dag en nacht. De winters zijn warm en de zomers erg heet. Juli kent de hoogste maandelijkste temperatuur met gemiddeld 32,2 °C en januari is de koudste maand. Het neerslaggemiddelde varieert tussen de 70 en 120 mm per jaar, maar in de bergen kan dit oplopen tot 350 mm. Het Repetekreservaat op 70 kilometer ten zuiden van de stad (zie verder) heeft de hoogste zomerhitterecords van het land, die op kunnen lopen tot 50 °C in de schaduw.

## Geschiedenis
De plaats van de stad wordt waarschijnlijk al bewoond vanaf de 1e tot 4e eeuw. Aan het einde van de 15e eeuw werd de naam Āmul, waaronder de stad tot dan toe bekendstond, gewijzigd naar Tsjardzjoej. De laatste vermelding van de oude naam is bekend geworden uit de beschrijvingen van de militaire veldtochten van Timoer Lenk, waarin wordt gesproken over d eovertocht Āmul. Āmul-Tsjardzjoej was het centrum van de Tsjardzjoejoase uit de vroege eeuwen en middeleeuwen, alsook van de hele regio rond de middenloop van de Amu Darja.
De huidige stad stamt uit 1886, during toen de Trans-Kaspische spoorlijn werd aangelegd door het gebied. Door haar positie als spoorwegknooppunt en de hoge vruchtbaarheid van de landen aan de Amu Darja, zorgden ervoor dat de stad uitgroeide tot een belangrijk handelscentrum voor landbouwproducten in het noordoostelijke deel van de oblast Transkaspië (waar het net buiten lag).
In de sovjettijd groeide de stad uit tot een industrieel en transportcentrum , maar sinds de onafhankelijkheid van Turkmenistan in 1991 zijn de meeste faciliteiten en banen hieromheen overgeplaatst naar Asjchabad of gesloten.

## Economie en transport
Türkmenabat is het belangrijkste industriecentrum van het land en veel producten uit Turkmenistan worden hier gemaakt of verwerkt, zoals katoen, zijde en schapevachten. Daarnaast bevinden zich er industrie voor dagelijkse benodigdheden, hogescholen en een universiteit.
De stad ligt aan de Turkestan-Siberische spoorlijn, die hier een aftakking heeft naar de Oezbeekse steden Urganch en Nukus en verder naar de Russische stad Astrachan. Door een binnenhaven staat de stad in verbinding met het Aralmeer. De stad heeft een luchthaven, waar vanaf wordt gevlogen op Asjchabat door Turkmenistan Airlines.

## Bezienswaardigheden
Op ongeveer 70 kilometer ten zuidwesten van de stad bevindt zich sinds 1927 het Woestijnreservaat Repetek, waar onder andere vierteenlandschildpadden (Testudo horsfieldii) woestijnvaranen (Varanus griseus; de grootste van Turkmenistan) en kropgazellen (Gazella subgutturosa) voorkomen.

## Geboren
- Oleg Kononenko (1964), Russisch kosmonaut